# Глогувецкий замок
Замок Опперсдорфов в Глогувке (пол. Zamek Oppersdorffów w Głogówku) — древняя княжеская и рыцарская резиденция, многолетняя усадьба рода Опперсдорфов, расположенная в городе Глогувке Опольского воеводства в Польше. Замок был построен в стиле маньеризма и барокко, он является ценным образцом жилой и оборонительной архитектуры Верхней Силезии.

## История
Возникновение замка в Глогувке, вероятно, приходится на рубеж XIII—XIV веков. Вероятно, его строительство было инициировано князем опольско-ратиборским князем Владиславом I. Замок принадлежал опольским князьям со времен правления Болеслава I вплоть до 1532 года, когда после смерти князя Яна II Доброго угасла линия Опольских Пястов.
Город и замок на короткий период перешли во владение рода Зедлицев. В 1561 году, в результате брака Кристины фон Зедлиц с Гансом Опперсдорфом, замок перешел в собственность рода Опперсдорфов, которые владели им вплоть до 1945 года. В XVI веке была осуществлена перестройка замка: сначала после 1561 года был разобран готический замок с жилой башней, а в 1561—1571 гг. Ганс Опперсдорф построил здание из трех крыльев и часовню, которая образует центр верхнего замка, в 1584—1606 годах был перестроен верхний замок, в том числе были построены угловые башни. После 1606 года был снесен подзамок и на его месте построен нижний замок, вместе с репрезентационной брамой и хозяйственными постройками. Несмотря на оккупацию Глогувка шведской армией во время Тридцатилетней войны, строительные работы не были заброшены, более того, Георг III основал библиотеку, которая впоследствии считалась одной из крупнейших в Верхней Силезии. Последним этапом перестройки замка стало сооружение новой барочной часовни.
После Шведского потопа, в замке в течение двух месяцев в 1655 году проживал польский король Ян II Казимир с женой Марией и придворными. В замке организовывались международные союзы против шведов и встречи с военными сторонниками короля. Одним из дворян, останавливавшихся в замке, был поэт Ян Анджей Морштын.
После бездетной смерти Франциска Эусебия II в 1714 году угасла верхнесилезская линия рода Опперсдорфов, и Глогувек вместе с замком ненадолго оказался под опекой моравской линии, а впоследствии перешел во владение Владислава Франциска из чешской линии Опперсдорфов. В первой половине XVIII века был выполнен декор часовни и построены порталы. Конец расцвета замка наступил вследствие пожара в 1800 году. С тех пор, вплоть до 1848 года, здание оставалось частично разрушенным. В 1806 году здесь гостил Людвиг ван Бетховен, который бежал в Глогувек от войск Наполеона. В знак благодарности за гостеприимство тогдашнему владельцу замка — Франциску Йоахиму Опперсдорфу, немецкий композитор посвятил ему свою четвертую симфонию. Клавесин, на котором играл Бетховен, сейчас выставлен в музее замка в Пщине. В 1849 году замок был отстроен, при этом часть зданий была построена в английском неоготическом стиле.
Последним владельцем замка, перед Второй мировой войной, был Вильгельм Карл Ганс фон Опперсдорф. В 1945 году, с приближением Красной армии, он бежал в западную Германию. Замок после войны стал собственностью гмины. Несмотря на приспособление части замка к потребностям молодежной туристической базы, регионального музея, галереи картин Яна Цибиса и дома культуры, а также осуществления косметических ремонтных работ, замок все еще требует основательной консервации. В 2005 году его продали частному инвестору, но уже в 2013 году тот снова вернул его гмине.

## Архитектура
Замок состоит из двух соединённых друг с другом частей (с северной стороны) — верхнего и нижнего замка; оба имеют три крыла здания, которые образуют в плане фигуру, похожую на латинскую букву «U». Здания несимметричные; весь замковый комплекс имеет неправильное пространственное расположение с открытым замковым двором. В своём нынешнем виде замок имеет как оборонительные, так и жилые архитектурные черты. Оборонительный характер подтверждается расположением замка, его интеграцией с городскими укреплениями, выдвинутыми за внешние фасады башнями, и монументальными контрфорсами. К характеристикам жилой архитектуры замка относятся пространственное расположение и форма фасадов, которые частично украшены архитектурными декорациями и резьбой.

## Галерея

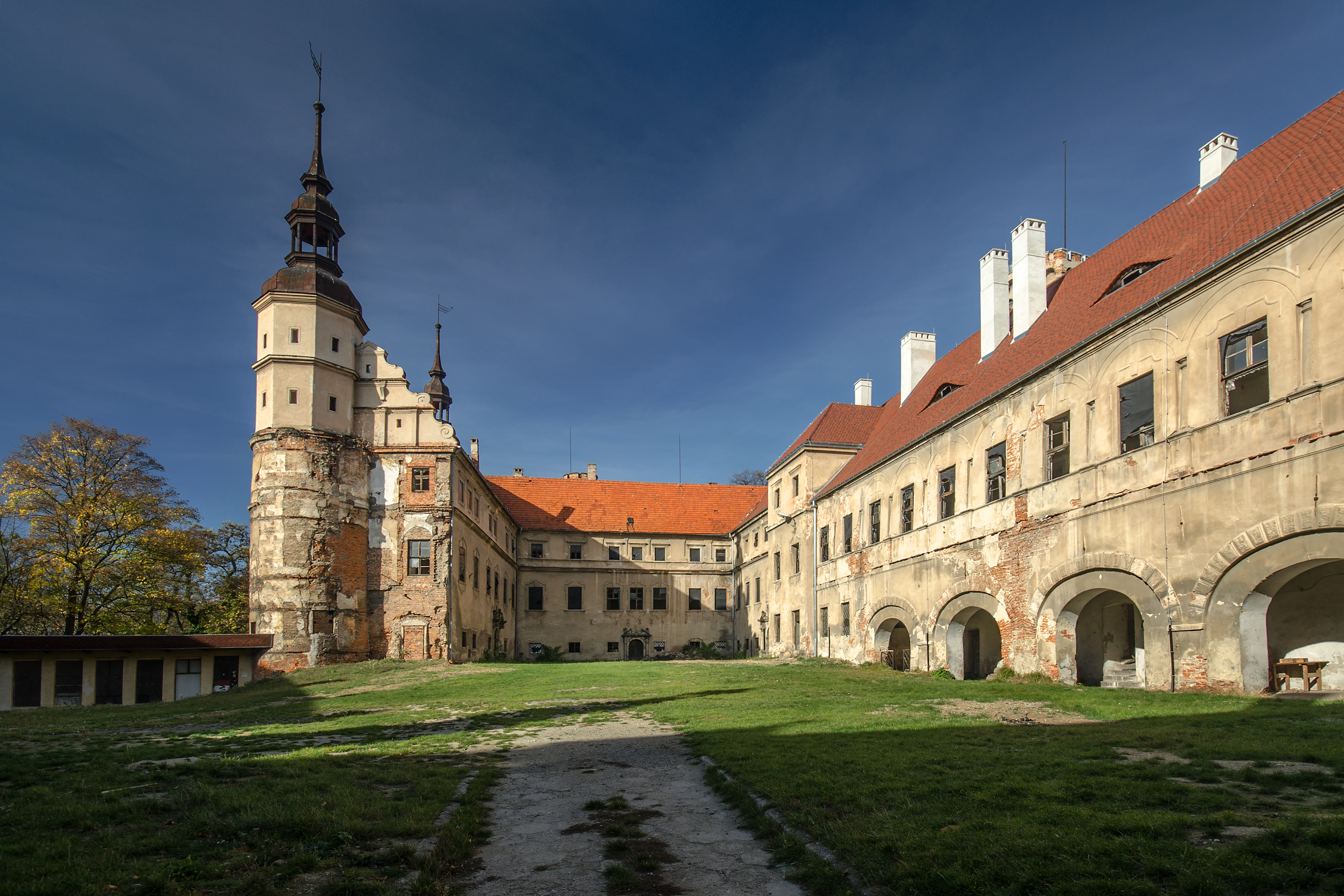
Замковый двор
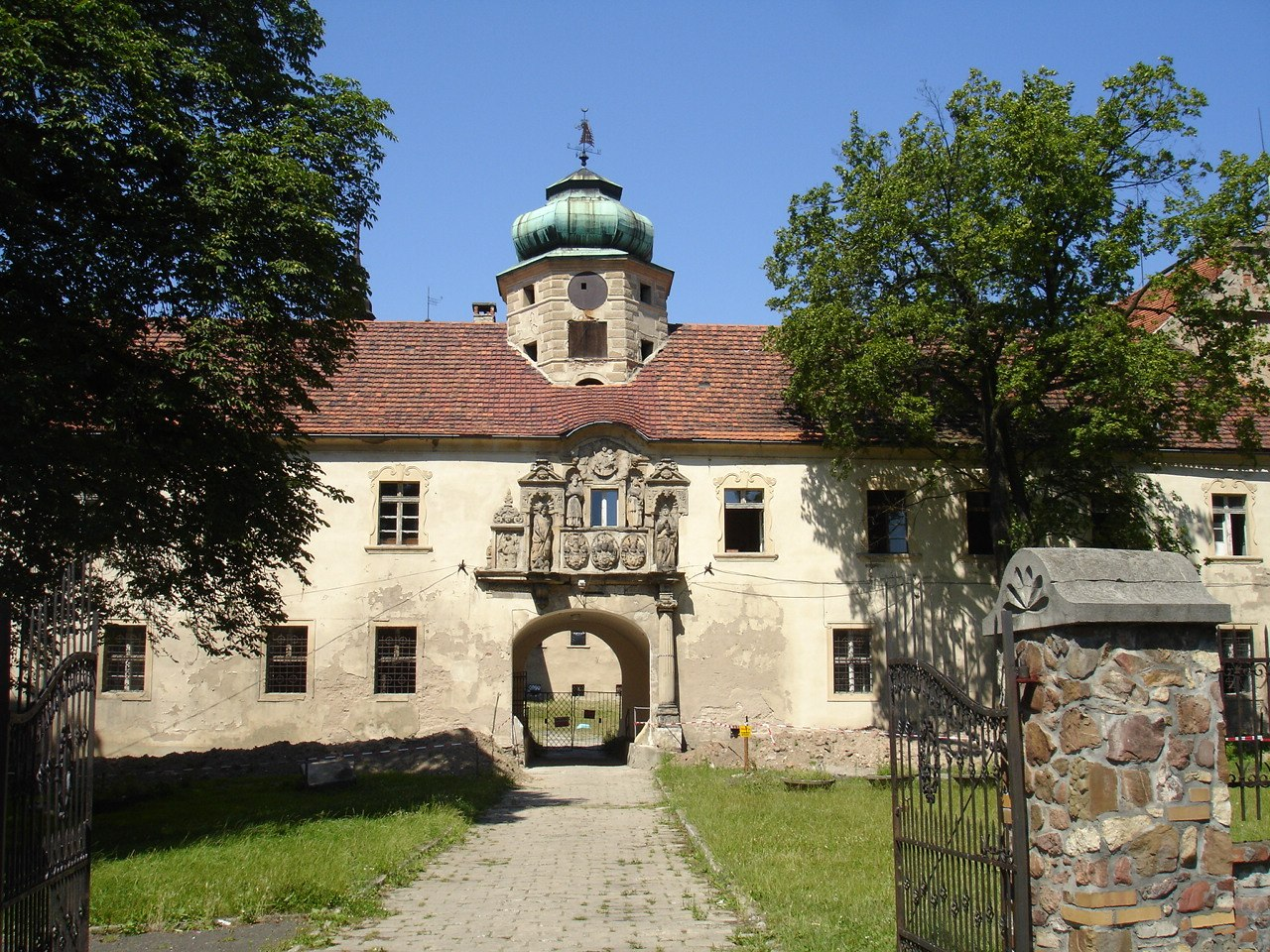
Главный вход в замок
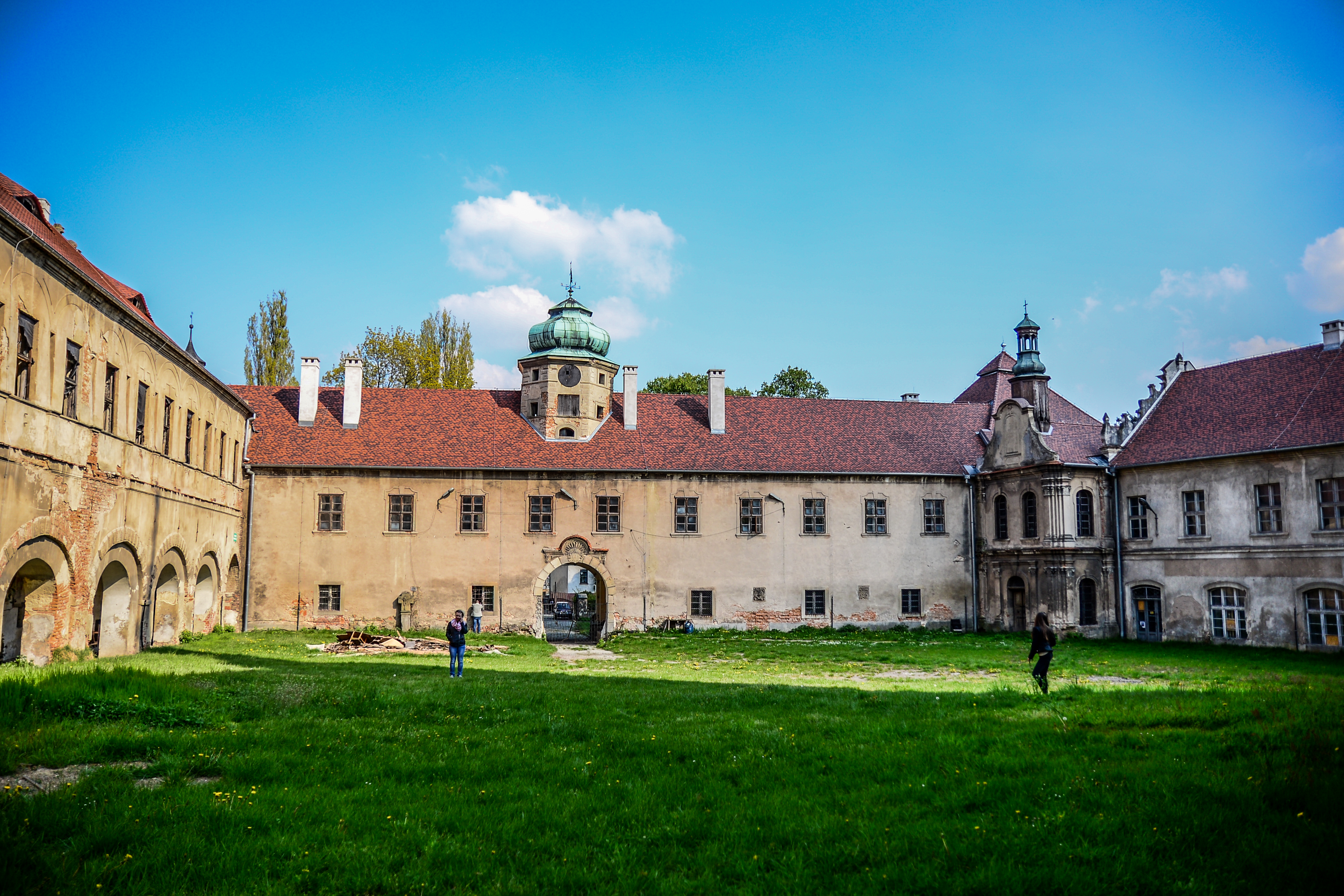
Замковый двор
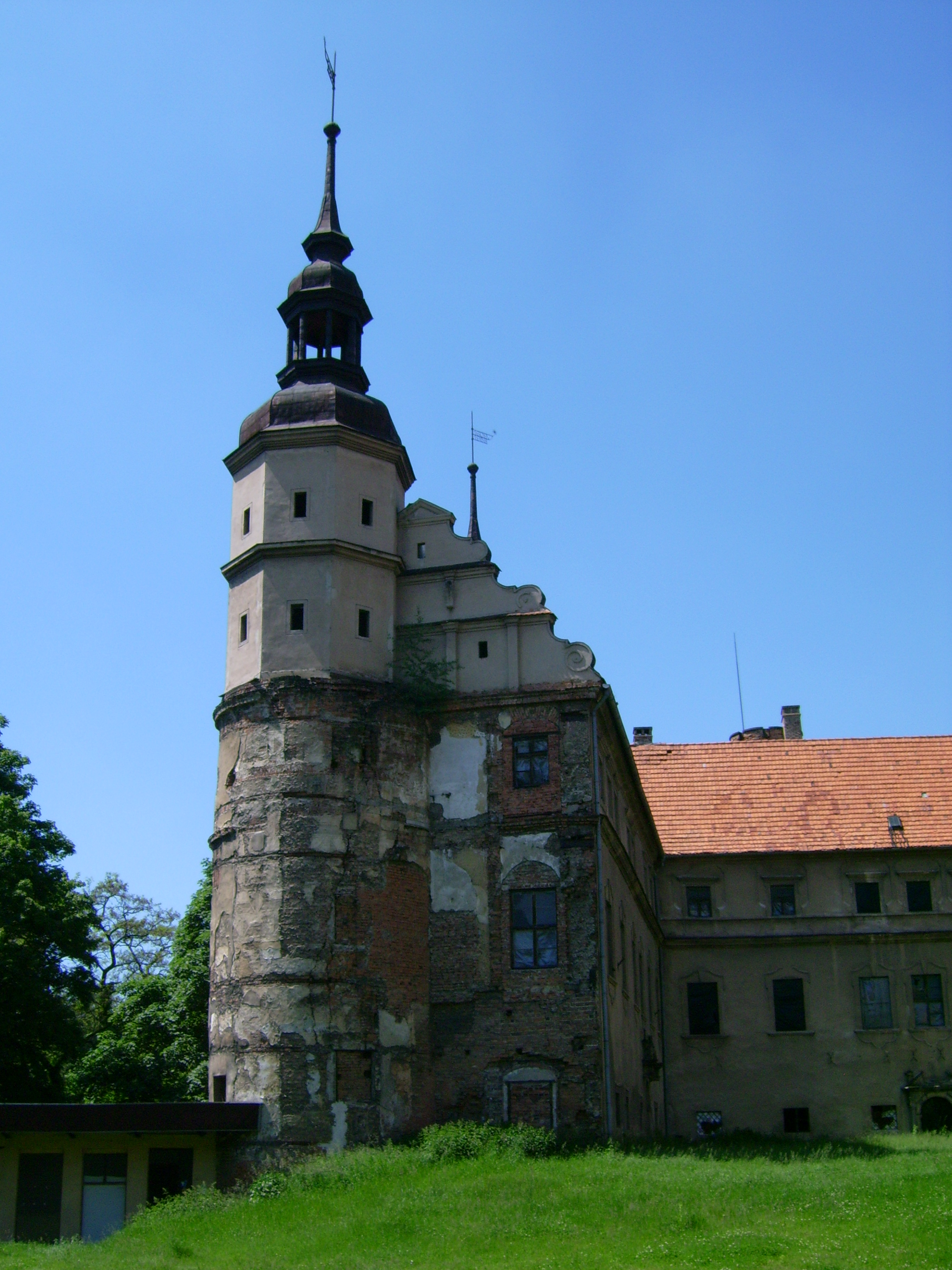
Одна из башен замка и часовня
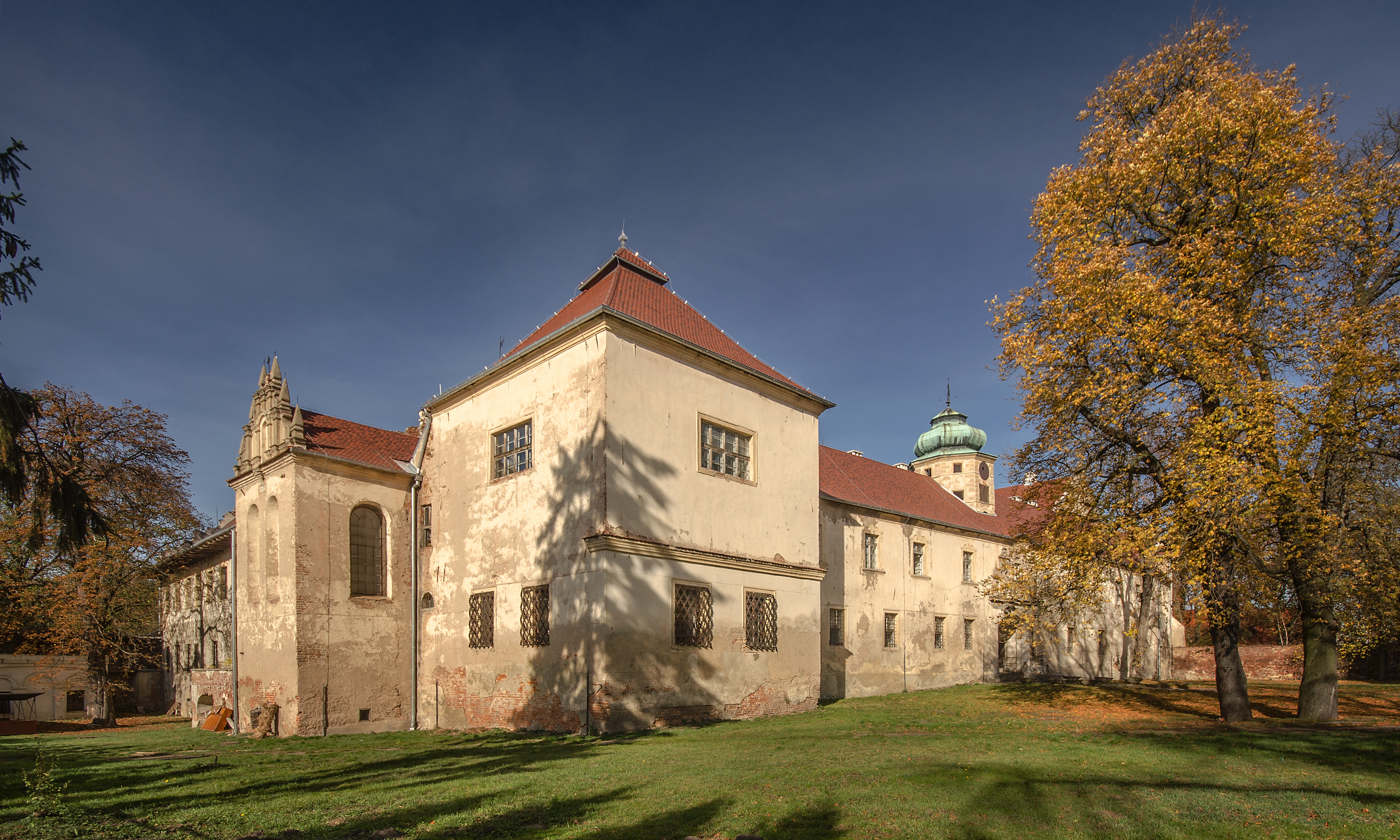
Вид замка
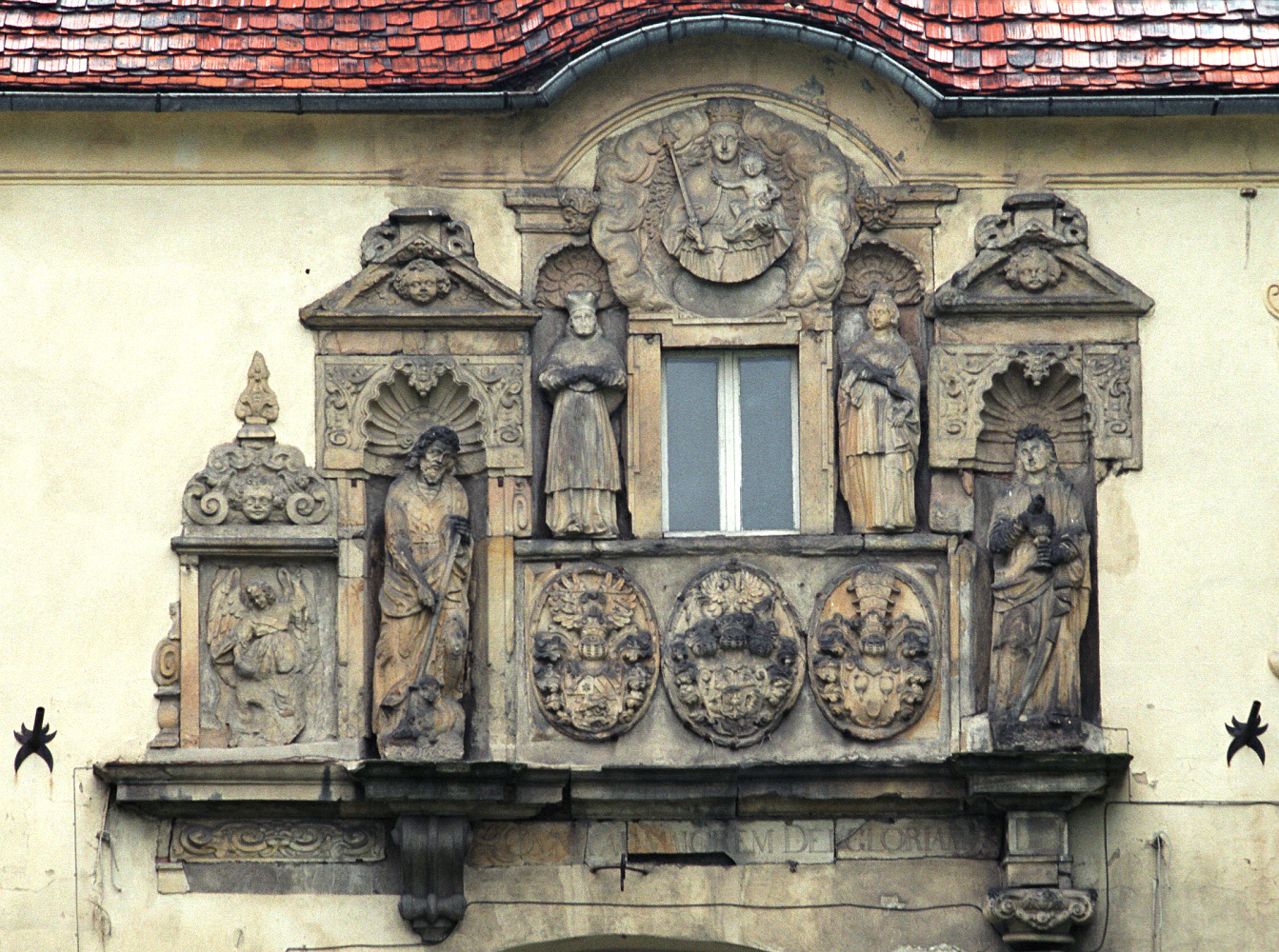
Декорация входного фасада